# So You Win Again
«So You Win Again» es una canción de la banda británica Hot Chocolate, lanzada en junio de 1977 como el primer sencillo del álbum Every 1's a Winner.Fue escrito por Russ Ballard y producido por Mickie Most
En el Reino Unido es el único sencillo número uno de la banda, pasando tres semanas en la cima en julio de 1977, y una semana como sencillo número uno de New Musical Express (NME). La canción llegó al número 3 en Australia, al número 6 en Alemania y alcanzó el número 31 del Billboard Hot 100 en los Estados Unidos.
"So You Win Again" fue incluida en la banda sonora de la película británica de 1997, Metroland.

## Posicionamiento en listas
| Lista (1977)                           | Máxima posición |
| -------------------------------------- | --------------- |
| Alemania (Offizielle Deutsche Charts)  | 6               |
| Australia (Kent Music Report)          | 12              |
| Austria (Ö3 Austria Top 40)            | 6               |
| Bélgica (Flandes) (Ultratop 50)        | 6               |
| Bélgica (Valonia) (Ultratop 50)        | 7               |
| Estados Unidos (Billboard Hot 100)     | 31              |
| Estados Unidos (Hot R&B/Hip-Hop Songs) | 82              |
| Nueva Zelanda (Recorded Music NZ)      | 8               |
| Noruega (VG-lista)                     | 6               |
| Países Bajos (Dutch Top 40)            | 7               |
| Países Bajos (Mega Single Top 100)     | 5               |
| Reino Unido (Official Charts Company)  | 1               |
| Suecia (Sverigetopplistan)             | 13              |